# Рехмір

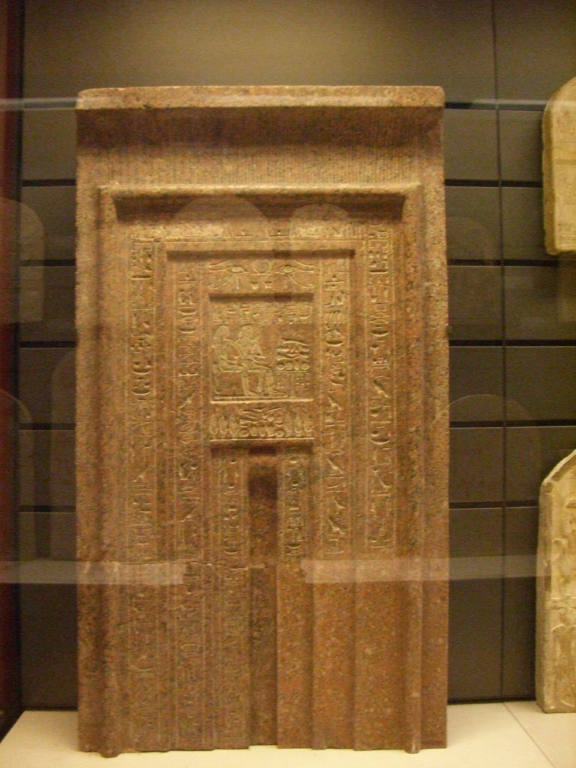
Фальшивий вхід у TT100, тепер зберігається у Луврі

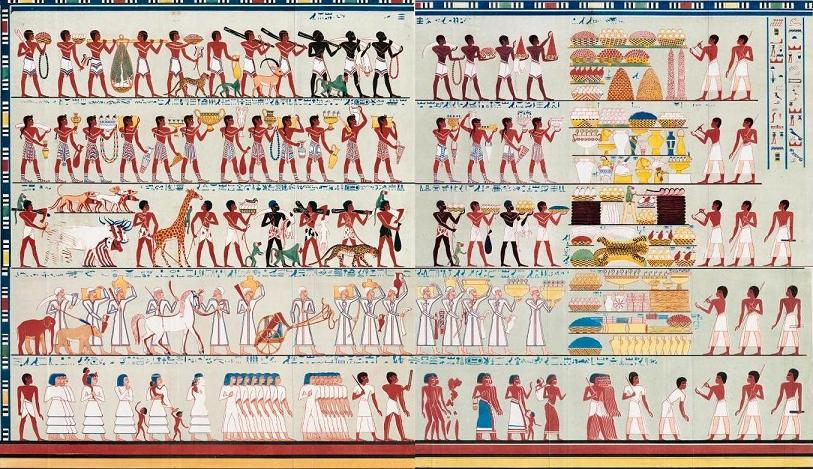
Стела Рехміра — іноземці (з країни Пунт, нубійці, народи моря та сирійці), які приносять дари, данину і рабів в Єгипет

Рехмір або Рехміра (єгипет. Rekh-Mi-Re «Той, хто знає, як Ра»)  — видатний державний діяч Нового царства Стародавнього Єгипту, який займав під час правління Тутмоса III і Аменхотепа II посади «міського голови» (тобто Фів) і чаті (еквівалента візира в середньовічних мусульманських країнах) Верхнього Єгипту.

## Життєпис
Був онуком візира Амету (також його ім'я Яхмос), керівника Верхнього Єгипту на початку правління жінки-фараона Хатшепсут, і племінником візира Усера (Усерамона), який наслідував своєму батьку на п'ятому році правління Хатшепсут. Гробниця Рехміра має написи з іменами інших його родичів — дружини Мерієт, доньок Мутнофрет і Тахает, синів Менхеперра-Сонеба, Аменхотепа і Мері, а також Кенамона, можливо, сина або онука Рехміра.
Під час військових кампаній Тутмоса III Рехмір керував не тільки Верхнім Єгиптом, а всіма єгипетськими володіннями фараона. Зображення з гробниці Рехміра дають повну картину державної діяльності в Єгипті Нового царства і підтверджують ключову роль візира і фараона в керуванні країною. Так, Рехмір зображений, коли приймає нубійських данників з жирафами, довгоногою худобою і мавпою, а також сирійців з кіньми, слонами і леопардами. Окрім того, одне з настінних зображень дозволило висунути теорію про існування в Давньому Єгипті зводу законів.
Рехмір також обіймав посади Верховного жерця Ра в Геліополі, жерця богині Маат і «охоронця законів справедливості». Як закінчилась його діяльність невідомо. Припускається, що за Аменхотепа II він міг впасти в немилість і був усунутий з посади, проте доказів цього немає. Він похований у гробниці ТТ 100 в Шейх Абд ель-Курна в Фіванському некрополі. Детальний опис гробниці Рехміра є у книзі єгиптолога і ілюстратора Нормана де Гаріс Девіса. Сцени з неї були покладені в основу книги «Життя під час фараонів» популяризатора археології Леонарда Коттрела. Наступником на посаді верховного жерця ра став Яхмос.